# Phoebe Snow
Phoebe Snow, geboren als Phoebe Ann Laub (New York, 17 juli 1950 – Edison (New Jersey), 26 april 2011) was een Amerikaanse singer-songwriter. Ze had een altstem met een bereik van verschillende octaven. Haar songs waren een mengeling van pop, jazz, blues, gospel en folk.

## Biografie
Phoebe werd geboren in New York en groeide op in Teaneck (New Jersey). Ze studeerde eerst piano en stapte later over op gitaar. Ze ontleende haar artiestennaam Phoebe Snow aan een reclamefiguurtje voor een spoorwegmaatschappij. Begin jaren 1970 begon ze op te treden in New Yorkse clubs waar ze werd opgemerkt door een talentscout van Shelter Records die haar een contract aanbood.
Haar eerste album, getiteld Phoebe Snow, klom in 1974 meteen tot nummer 4 op de Amerikaanse LP-hitlijst en de single daaruit, "Poetry Man", was een top-vijfhit. Ze werd genomineerd voor een Grammy Award voor beste nieuwkomer.
Ze veranderde al snel van platenlabel en de tweede LP, Second Childhood op Columbia Records werd net als de eerste een gouden plaat.
Ze trouwde met, maar scheidde korte tijd later van Phil Kearns. In 1975 werd haar dochter Valerie geboren met een zware hersenbeschadiging (hydrocefalus), en ze besloot om de verzorging van haar dochter voorrang te geven aan haar muzikale carrière. Ze toerde niet graag maar bracht nog wel aantal albums uit in de volgende jaren, tot het in 1981 voor acht jaar stil werd rond haar. Een aantal rechtszaken met platenlabels en andere disputen hadden haar in zware financiële moeilijkheden gebracht. In 1989 bracht ze dan op Elektra Records een comeback-album uit. Ze trad ook weer op met de "New York Rock and Soul Revue", een groep rond Donald Fagen. In 1994 speelde ze op het tweede Woodstockfestival met de gospelgroep "The Sisters of Glory", een gelegenheidsgroep met o.m. Mavis Staples, CeCe Peniston en Thelma Houston.
Daarna verdween ze opnieuw van het toneel. Ze nam wel een aantal reclamespots op voor radio en televisie. In 2007 stierf Valerie en enkele maanden later begon Phoebe Snow weer op te treden in een poging om dit verlies te verwerken. In 2008 bracht ze nog een live-album uit, getiteld Live.
Phoebe Snow stierf op 26 april 2011. Ze was sedert januari 2010 in een coma na een beroerte.

## Discografie: Albums
- 1974: Phoebe Snow
- 1976: Second Childhood
- 1976: It Looks Like Snow
- 1977: Never Letting Go
- 1978: Against the Grain
- 1981: The Best of Phoebe Snow
- 1981: Rock Away
- 1989: Something Real
- 1991: The New York Rock and Soul Revue: Live at the Beacon
- 1994: Phoebe Snow (Gold Disc)
- 1995: P.S.
- 1995: Good News In Hard Times (met The Sisters of Glory)
- 1998: I Can't Complain
- 2002: Very Best of Phoebe Snow
- 2003: Natural Wonder
- 2008: Live